# Aglaia flavescens
Aglaia flavescens là một loài thực vật]] thuộc họ Meliaceae. Loài này có ở Indonesia và Papua New Guinea.